# Gontran Gonnet
Pour les articles homonymes, voir Gonnet.
Gontran Gonnet est un homme politique français né le 25 janvier 1815 à Combles (Somme) et décédé le 19 septembre 1899 à Péronne (Somme).

## Biographie
Pendant la Guerre franco-allemande de 1870, le lieutenant Gonnet commanda la troisième région de la Somme. Après la capitulation de Péronne, il fut fait prisonnier.
Il épousa en 1875, Maria-Juliette Chabert de 39 ans sa cadette. Le couple eut un fils Gontrand Gonnet, qui devint lui aussi député de la Somme.
Maire de Péronne de 1886 à 1894, il fut élu député de la Somme, au premier tour de scrutin, en 1889, face à un candidat boulangiste. Il siégea, à la Chambre des députés, sur les bancs républicains modérés. Il ne se représenta pas aux élections de 1893.
Il était officier de la Légion d'honneur.

## Sources
- « Gontran Gonnet », dans le Dictionnaire des parlementaires français (1889-1940), sous la direction de Jean Jolly, PUF, 1960 [détail de l’édition]